# Dysydent (religia)
Dysydent (łac. dissidens – niezgadzający się) – pojęcie utożsamiane z innowiercą, osoba wyznania chrześcijańskiego, innego od dominującego w danym miejscu i czasie.
Określenie dysydent powstało w 1573 w Polsce w czasie konfederacji warszawskiej i oznaczało początkowo zwolennika reformacji. W Rzeczypospolitej XVI–XVIII wieku dysydentami nazywano niekatolików, głównie protestantów, gdyż wyznawców prawosławia nazywano dyzunitami. 
Termin dysydenci (dyssenterzy) obejmuje w Anglii wszystkie wyznania protestanckie, które nie należą do kościoła anglikańskiego (Kościoła Anglii), natomiast w Szkocji do kościoła narodowego (Kościoła Szkocji) – np. baptystów, kongregacjonistów i prezbiterian.